# Джоел Медден
Джоел Рубен Медден, при народжені Джоел Райян Комбз (англ. Joel Rueben Madden, при народжені англ. Joel Ryan Combs; 11 березня 1979, Волдорф, Меріленд, США) — американський співак та музикант, вокаліст панк-гурту Good Charlotte, музичний продюсер, діджей, актор, посол доброї волі ЮНІСЕФ. Разом зі своїм братом-близнюком Бенджі Медденом учасник поп-рок-гурту The Madden Brothers.

## Раннє життя
Джоел Райян Комбз народився у місті Волдорф штату Меріленд. Син Робін Медден та Роджера Комбза. Має ідентичного близнюка, Бенджі, який грає на гітарі та виконує задній вокал у їх гурті, Good Charlotte. Джоел також має старшого брата Джоша, який так само працює в музичній індустрії та молодшу сестру Сару. Ходив у Лаплатську вищу школу.

## Музична кар'єра
У віці 16 років у 1995 Джоел разом із братом Бенджі та своїми друзями створили власний музичний гурт. Цей гурт протримався недовго, і з часом брати Меддени зібрали до нового гурту своїх однокласників Пола Томаса, Аарона Есколопіо та Біллі Мартіна. Таким чином сформувався музичний колектив Good Charlotte. Назву гурту хлопці запозичили із дитячої книги Керола Біча Йорка «Good Charlotte: Girls of the Good Day Orphanage».

## Особисте життя

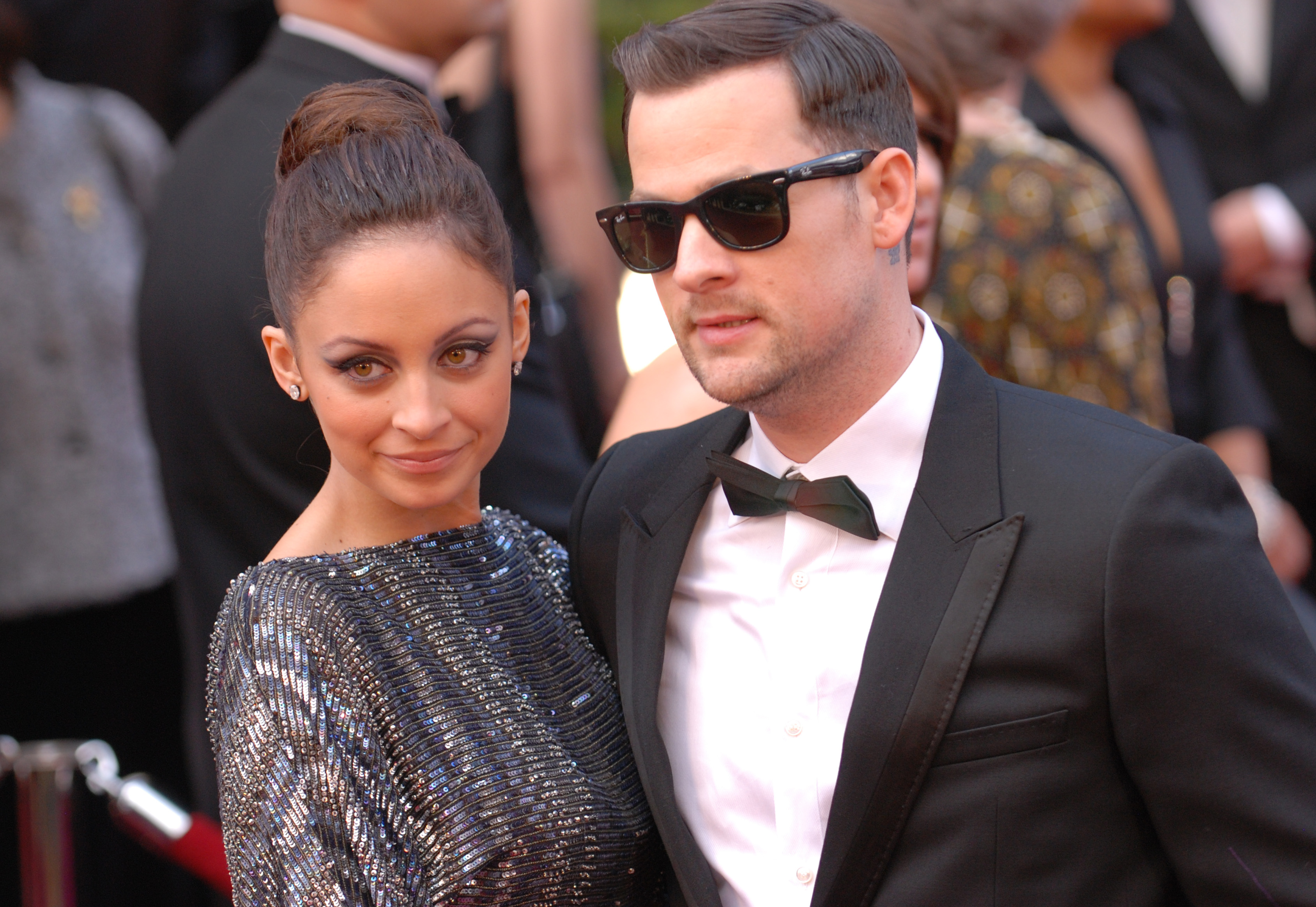
Медден із Ніколь Річі у березні 2010.

У липні 2004 25-річний Медден почав зустрічатися із підлітковим ідолом Гіларі Дафф, коли їй було 16 років. Після тривалого періоду таблоїдних спекуляцій, у червні 2005 матір Дафф, Сюзен, оголосила про їх стосунки в інтерв'ю із журналом Seventeen. В листопаді 2006 Дафф та Медден порвали романтичні стосунки.
У грудні 2006 Медден почав зустрічатися із Ніколь Річі. У них є двоє дітей: дочка Харлоу Вінтер Кейт Медден (народжена 11 січня 2008) та син Спарроу Джеймс Міднайт Медден (народжений 9 вересня 2009). У лютому 2010 пара підтвердила про свої заручини, весілля відбулося 11 грудня 2010. Брат Джоела, Бенджі, одружений з акторкою Камерон Діаз. Медден має резиденції як і в Лос-Анджелесі, так і в Сіднеї. Наразі він проживає в Сіднеї через роботу із шоу The Voice Australia.
Має звичку жувати зубочистки,  яку розпочав, коли намагався зменшити рівень паління цигарок.
Вирісши у Меріленді, разом із братом є шанувальником бейсбольної команди Балтимор Оріолз та Вашингтон Редскінз.

## Дискографія

### Good Charlotte
- Good Charlotte (2000)
- The Young and the Hopeless (2002)
- The Chronicles of Life and Death (2004)
- Good Morning Revival (2007)
- Greatest Remixes (2008)
- Cardiology (2010)
- Youth Authority (2016)

### The Madden Brothers
- Before — Volume One (2011)
- Greetings from California (2014)[13]